# Hoa tím ẩn
Hoa tím ấn (danh pháp khoa học: Viola inconspicua) là một loài thực vật có hoa trong họ Hoa tím. Loài này được Blume miêu tả khoa học đầu tiên năm 1825.